# 綾瀬市立綾瀬中学校
綾瀬市立綾瀬中学校（あやせしりつ あやせちゅうがっこう）は、神奈川県綾瀬市深谷南にある公立中学校。

## 沿革
1947年 - 開校

## 学校行事
| - 4月 始業式、入学式 - 5月 - 6月 | - 7月 1学期終業式 - 8月 - 9月 2学期始業式、体育祭 | - 10月 - 11月 - 12月 2学期終業式 | - 1月 3学期始業式 - 2月 - 3月 卒業証書授与式、修了式 |

出典

## 部活動

### 運動部
- バレーボール部
- バスケットボール部
- バドミントン部
- 卓球部
- 男子ソフトテニス部
- 女子ソフトテニス部
- サッカー部
- 軟式野球部
- 剣道部
- 陸上競技部

### 文化部
- 家庭部
- 吹奏楽部
- 手話部
- 英語部

## 交通アクセス

### 鉄道
綾瀬市には鉄道駅がない為、小田急江ノ島線長後駅が最寄り駅となる。

### バス
神奈川中央交通の大法寺バス停から徒歩数分。